# Staurecht
Das Staurecht war ein vor den preußischen Reformen nur Adeligen und Klöstern vorbehaltenes Recht, für das Stauen von Flüssen und Bächen Steuern zu verlangen. Es wurde durch die preußischen Reformen im 19. Jahrhundert beseitigt und durch die wasserwirtschaftlich motivierte staatliche Verleihung von Benutzungsrechten abgelöst.
Nach § 8 und § 9 des Wasserhaushaltsgesetzes (WHG) bedarf das Aufstauen von oberirdischen Gewässern in der Regel einer Erlaubnis oder Bewilligung gemäß § 10 WHG.